# バグナード (雑誌)
「バグナード」は、2001年にコアマガジンから発行された、サブカルチャー系雑誌。

## 概要
2001年12月17日、創刊。キャッチフレーズは「ネットで話題のニュースを追うオタ系情報誌」。判型はA5判。
「ネットで話題のニュースを追う」と言うコンセプトの雑誌として創刊されたものの、創刊号が売れなかったら2号目は出さない方針であり、実際に売れなかったため1号で休刊となった。
当時問題化しつつあったファイル共有ソフトウェアやダウンロード支援ツール、ブラクラ系画像サイト「ロットン」の特集やコミックマーケットでのチケット回し及び徹夜を煽る記事などかなりアングラ色の強い構成になっており、売れたとしても次の号が出たかはかなり怪しかったとされる。